# John Whitehead (badacz)
John Whitehead (ur. 30 czerwca 1860, zm. 2 czerwca 1899) – angielski badacz, naturalista, kolekcjoner okazów ptaków.
Whitehead w latach 1885 i 1888 podróżował przez Malakkę, Borneo Północne, Jawę i Palawan, gdzie zbierał okazy różnych zwierząt nowych dla nauki, jak nosoczub czarnogardły (Calyptomena whiteheadi). Po powrocie napisał on książkę Exploration of Mount Kina Balu, North Borneo. W latach 1893–1896 podróżował przez Filipiny, ponownie zbierając okazy ptaków, jak małpożer (Pithecophaga jefferyi), którego nazwa gatunkowa upamiętnia ojca Johna, Jeffreya.
Whitehead był pierwszą osobą, która zdobyła szczyt Kinabalu, dokonał tego w roku 1888.
Do gatunków nazwanych dla upamiętnienia Johna Whiteheada należą m.in.:
- Kerivoula whiteheadi
- Harpyionycteris whiteheadi
- Maxomys whiteheadi
- Exilisciurus whiteheadi
- Chrotomys whiteheadi
- Meristogenys whiteheadi (żabowate)
- kitta białoskrzydła Urocissa whiteheadi
- nosoczub czarnogardły Calyptomena whiteheadi
- sędzioł czarnobrody Harpactes whiteheadi
- pajęcznik brązowy Arachnothera juliae
- puszczyk płowolicy Strix seloputo
- salangana lśniąca Collocalia whiteheadi
- kusaczynka brązowa Urosphena whiteheadi
- filipinek rdzawolicy Zosterornis whiteheadi
- kowalik korsykański Sitta whiteheadi

W roku 1899 John Whitehead zapragnął ponownie odwiedzić Filipiny, jednak z powodu wojny amerykańsko-hiszpańskiej plan nie powiódł się. Zamiast tego wyruszył na wyspę Hajnan, gdzie zmarł z powodu gorączki 2 czerwca 1899 roku.